# Evalljapyx raneyi
Evalljapyx raneyi är en urinsektsart som beskrevs av Smith 1959. Evalljapyx raneyi ingår i släktet Evalljapyx och familjen Japygidae. Inga underarter finns listade i Catalogue of Life.